# Dwight (Nebraska)
Dwight – wieś w Stanach Zjednoczonych, w stanie Nebraska, w hrabstwie Butler.